# 外交史
外交史是國際關係歷史。外交史與國際關係的不同在於前者關注一國外交政策，而後者則與多國間關係相關。外交史往往更關注歷史，但國際關係更關注時事，並創建旨在闡明國際政治的模型。